# جيمس سينغ
جيمس سينغ (1 مارس 1985 - ) هو لاعب كرة قدم هندي في مركز الوسط. لعب مع نادي موهون باغان ونادي مومباي لكرة القدم وGuwahati FC ‏.

## وصلات خارجية
- جيمس سينغ على موقع قاعدة بيانات كرة القدم.إي يو (الإنجليزية)
- جيمس سينغ على موقع Soccerway.com (الإنجليزية)